# 甲南電機製作所
株式会社甲南電機製作所（MECANIC ARMS）は日本のゲームソフト開発会社。

## 概要
1997年7月、ナグザット出身のメンバーを中心に設立。代表である井上の父親が持っていた法人格と社名をそのまま引き継いだ 。
当初は部分受託が多かったが、ニンテンドーDS用教育関連ソフトウェアの開発（発売元はIEインスティテュートなど）を手がけるようになる。その後、ニンテンドーDSiウェアやニンテンドー3DS用ダウンロードソフトを自社で発売していた。
2016年12月、シティコネクションとの経営統合を発表。開発会社のノーティを設立し、開発スタッフを異動させた。所在地もシティコネクションの所在するビルの同階となった。
2017年11月、きね子の商標を出願していることが判明した。

## 沿革
- 1949年4月2日 - 創業。
- 1997年7月1日 - 設立。
- 2014年4月 - 本店を大阪から東京に移転。
- 2016年11月 - 株式会社シティコネクションと経営統合決定。
- 2016年12月 - 100%子会社ゲーム開発「株式会社ノーティ」設立。
- 2016年12月 - 本店を秋葉原から御茶ノ水に移転。
- 2019年5月 - 本店を御茶ノ水から浅草に移転。

## 主なゲーム作品
- 母子手帳DS with “赤ちゃんマッサージ”
- ナゾのミニゲーム
- エクスケーブ
- おでかけタコりん
- たたかえ ぶたさん
- 漢検シリーズ
  - 財団法人日本漢字能力検定協会公式ソフト 200万人の漢検 とことん漢字脳
  - 財団法人日本漢字能力検定協会公式ソフト 250万人の漢検新とことん漢字脳47000+常用漢字字典四字熟語辞典
  - 財団法人日本漢字能力検定協会公式ソフト 250万人の漢検Wiiでとことん漢字脳
  - 財団法人日本漢字能力検定協会協力 漢検DSトレーニング
- 中村亨 監修 インド式計算ドリルDS
- 超かんたん簿記入門DS
- ESSEシリーズ
  - ESSEしっかり家計簿DS
  - ESSEらくらく家計簿
- TOEIC TESTシリーズ
  - TOEIC TEST DSトレーニング
  - TOEIC(R)テスト超速トレーニング
- 空間さがしもの系脳力開発3D脳トレーニング
- ポヨポヨ観察日記
- 旺文社 でる順シリーズ
  - 旺文社 でる順 算数DS
  - 旺文社 でる順 公民DS
  - 旺文社 でる順 国語DS
  - 旺文社 でる順 地理DS
  - 旺文社 でる順 理科DS
  - 旺文社 でる順 歴史DS